# 新庄浄水場
新庄浄水場（しんじょうじょうすいじょう）は、岩手県盛岡市加賀野字桜山86番にある、盛岡市上下水道局の浄水場。岩手県で最大規模の浄水場である。

## 概要
中津川の表流水を水源とする急速ろ過方式の浄水場である。場内にある配水池（H.W.L.174.30m、L.W.L.170.65m）から自然流下で山岸・浅岸地区と内丸・菜園地区に、ポンプ圧送で新庄第２配水場（H.W.L.255.00m、L.W.L.251.00m）から新庄・つつじヶ丘地区に、更に岩山配水場（H.W.L.340.00m、L.W.L.336.00m）にポンプ圧送し、川目・八木田・競馬場に給水している。また同浄水場系の日配水能力は33,000m3であり、米内浄水場系の32,450m3を抑え、盛岡市上下水道局最大である。